# Delvina
Delvina város Albánia délnyugati részén, Gjirokastrától légvonalban 15, közúton 44 kilométerre dél-délkeleti irányban, a Delvinai-medencében. Vlora megyén belül Delvina község székhelye, a tíz településből álló Delvina alközség központja. A 2011-es népszámlálás alapján az alközség népessége 5754 fő.
Az oszmán hódoltság és közigazgatás 16. századi megszilárdulásával a karavánutak metszéspontjában fekvő Delvina szandzsákközpont, fontos kereskedelmi szerepkörű piachely lett. Virágzásának köszönhetően nemzetiségi és felekezeti szempontból is sokszínű életet élt a város, mígnem a 20. század elején hanyatlásnak indult. Az elmúlt évszázadban elsősorban agrártelepülés volt, a termékeny Delvinai-medence mezőgazdasági terményeit feldolgozó élelmiszer-ipari kisüzemek otthona. Főbb nevezetességei a 11–12. századi delvinai vár és a Xhermëhalla iszlám monasztikus központ maradványai.

## Fekvése
Delvina 220 méteres tengerszint feletti magasságban, a Delvinai-medence mély tektonikus besüllyedésében fekszik. Északkeletről és keletről a Mal i Gjerë (’Hosszú-hegység’) kopár hátának hegylábi csúcsai, a Blecicio-hegy (Maja e Blecicios, 1117 m) és a Kopre-hegy (Maja Kopres, 718 m) övezik, északnyugatról pedig az alacsonyabb Kokimara-hegy (Maja e Kokimarës, 529 m) választja el a Kalasa völgyét övező domb- és hegyhátaktól. Déli irányban erősen tagolt, 400-500 méteres tengerszint feletti magasságú dombsor ereszkedik alá a Bistrica völgyébe. A Delvinai-medence egykor mocsaras területét sűrű, gyakran időszakos vízfolyások erezik be. Bár a város évszázadokon át karavánutak metszéspontjában feküdt, köszönhetően a Mal i Gjerë-t és a Stugara-hegység közötti gerincen átkelési lehetőséget biztosító Muzinai-hágónak, mára csak a kevésbé forgalmas, Sarandát a hágón keresztül Gjirokastrával összekötő SH78-as jelű főút szeli át.

## Neve
Schütz István értelmezése szerint a település neve etimológiailag az albán dele (’juh’) vagy delmer (’juhpásztor’) szavakhoz is kapcsolható. A történelme során Anjou és oszmán fennhatóság alatt állt település olasz neve Delvino, török neve Delvine, Devline vagy Delvinaki volt. A helyben lakó görög nemzetiségűek Δέλβινο / Délvino néven említik városukat. A 20. század közepéig magyarul is gyakori volt az olaszos Delvino alak használata.

## Története
A mai Delvina városának otthont adó lesüllyedt medencét az ókorban a sűrűn benépesült területek között tartották számon, lakosai az epiróták közé tartozó khaónok voltak.

### Oszmán fennhatóság alatt
A középkorban feltehetőleg egy korábbi erődítés alapján, a 11–12. században építették fel a delvinai várat, ekkor vette kezdetét a modern Delvina történelme. 1354-ben Delvino ura Pjetër Losha és a későbbi ártai despota, Gjin Bua Shpata lett. Az ezt követő évtizedekben a település a főnemesi Shpata-család birtokai közé tartozott. Az Oszmán Birodalom először több más dél-albániai területtel együtt 1417-ben hódította meg, de fennhatósága ekkor még nem véglegesült. Időlegesen az Anjou-hercegek vezette Epiruszi Despotátus terjesztette ki hatalmát a vidékre, és végül az Oszmán Birodalom az 1537. évi korfui hadjárata során ragadta magához a dél-albániai területeket. A 16. század második felében az oszmán közigazgatás megszilárdult, török nevén Delvine a hét albániai szandzsák egyikének székhelye lett a Ruméliai vilajeten belül.
Delvine a 16–17. században fontos kereskedővárossá, piacközponttá fejlődött, aminek kedvezett, hogy az Avlonyát (ma Vlora) és Janinát (Joánina), valamint az Ergirit (Gjirokastra) a tengerparti vidékkel, Aja Szarandi (Saranda) kikötőjével összekötő karavánutak egyik fontos állomáshelye működött itt. Ezt az utat ellenőrizte a delvinai vár, amelyről az 1670-ben itt járt Evlija Cselebi is beszámolt. Tudósítása szerint a gazdag kereskedővárosban száz lakóház, több mecset és medresze állt, a környező hegyoldalban narancs- és olajfaligetek terültek el. A 18. századra Delvine fontos pasalikközpont lett, ekkorra jelentőségében a közeli Aja Szarandit és Konispolt is maga mögé utasította.
A 18. század második felében az epiruszi albán pasák közötti pozícióharc terepe lett többek között Delvine is. 1784-ben Ali Tepeleni pasa a szultán beleegyezésével janinai pasalikjához csatolta a települést, 1785-ben pedig már mutesarifként uralta a vidéket. Hamarosan azonban Delvine korábbi urának, Kaplan pasának a fia, Ali kaparintotta meg a települést, és ebben támogatókra tarált a Jón-szigeteket elfoglaló, Ali Tepeleni ellen is harcoló orosz hadvezetésben. Végül 1811-ben Ali Tepeleni végleg magához ragadta Delvinét és Ergirit, pasalikja ezzel érte el legnagyobb kiterjedését.
Az 1847-ben a katonai soroztatás és a magas adók miatt kitört felkelés fegyveresei Zenel Gjoleka vezetésével elsőként Delvinét foglalták el, és a lázadás innen terjedt ki a környező vidékekre. A 19. század folyamán ugyanakkor a város jelentősége lehanyatlott. Bár továbbra is kaza (törvényhatósági járás) központja volt, a 20. századra Saranda vette át regionális szerepkörét, és Delvina a kisebb, 3-4 ezer lakosú adminisztrációs központok sorába tartozott.

### Az albán függetlenség elnyerése után
Albánia 1912-es függetlenségének elnyerését követően Görögország szintén igényt tartott a Delvinát is magában foglaló dél-albániai vidékekre (Észak-Epirusz). A londoni nagyköveti konferencia azonban 1913-ban Albániának ítélte a területet, amit az 1913. december 17-ei firenzei egyezmény meg is erősített. A görög hadsereg ezt követően még hónapokig megszállva tartotta Dél-Albániát. Delvinai helyzetüket azonban ideiglenesen megnehezítette, hogy a korábban az Oszmán Birodalom katonai kötelékében Manasztirban állomásozó Mehmet Ali Delvina a függetlenség kikiáltásának hírére birtokai védelmére négy-öt zászlóaljjal Delvinába ment, ahol kiépítette az albán kormánytól is független katonai igazgatását. A görög hadsereg evakuálásával egy időben Delvina is az 1914. február 28-án görög kormánytámogatással kikiáltott Észak-epiruszi Autonóm Köztársaság része lett annak 1916-os felbomlásáig.
1937. május 15-én Et’hem Toto korábbi belügyminiszter vezetésével itt robbant ki az 1925 és 1939 között hatalmon lévő Amet Zogu elleni fegyveres lázadások sorában az utolsó, a delvinai felkelés. Bár a lázadás részleteit nem dolgozták ki, a delvinai hivatalok elfoglalása után a felkelők átmasíroztak Gjirokastrába, elfoglalták a várost, és a helyi börtönből kiengedett 300 elítélttel felhizlalva seregüket Vlora bevételére indultak. A kormányerők és a csendőrség azonban május 17-én leverte lázadásukat, május 18-ára helyreállt a rend, a főkolomposok sorsa a kivégzés lett.
Albánia olasz annexiója idején, 1939. április 7-én Delvina a legelső városok között került  olasz megszállás alá, és április 9-éig innen kiindulva foglalták el Gjirokastra és Tepelena körzetét. Az olasz–görög háborúban az előretörő görög csapatok 1940. december 7-én foglalták el Delvinát, a második világháború pedig 1944. október 15-én ért véget Delvinában, amikor kommunista partizánosztagok vonultak be a városba.
A 20. század közepe után megnyílt néhány, a környék mezőgazdaságára épülő élelmiszeripari üzemegység a városban. Delvina jelentősége ennek dacára lehanyatlott, különösen miután az 1960-as években megépítették a Sarandát Gjirokastrával összekötő, a Bistrica völgyét követő műutat.
Az 1997-es zavargások során görög nemzetiségűek kerítették kézre a várost, amelyet a Sali Berisha vezette kormány bombázott is. A delvinai lázadók nem törtek meg, sőt, felháborodásukban a közeli Sarandát is elfoglalták.

## Vallási élete

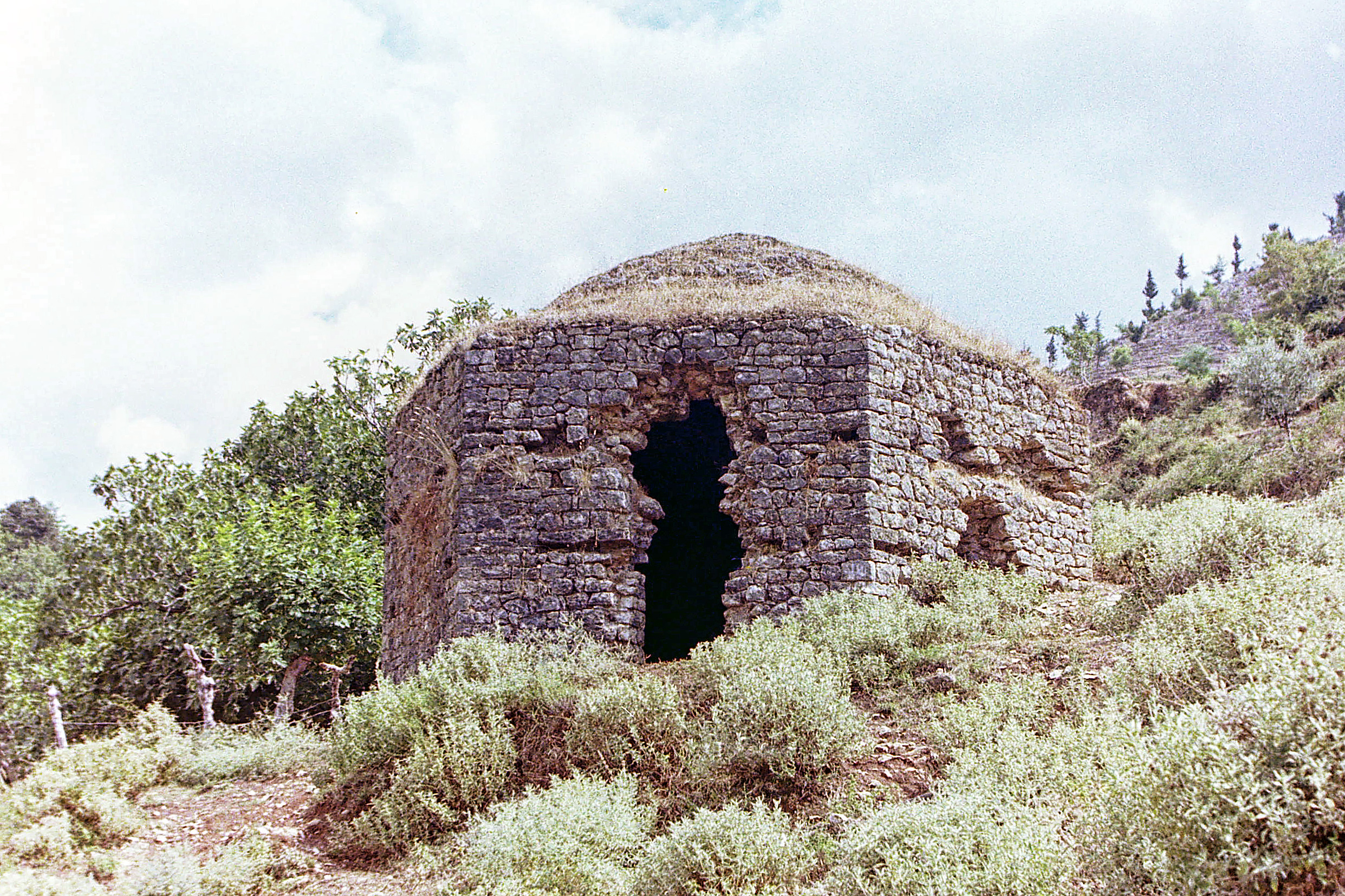
Romos tekke Delvina határában

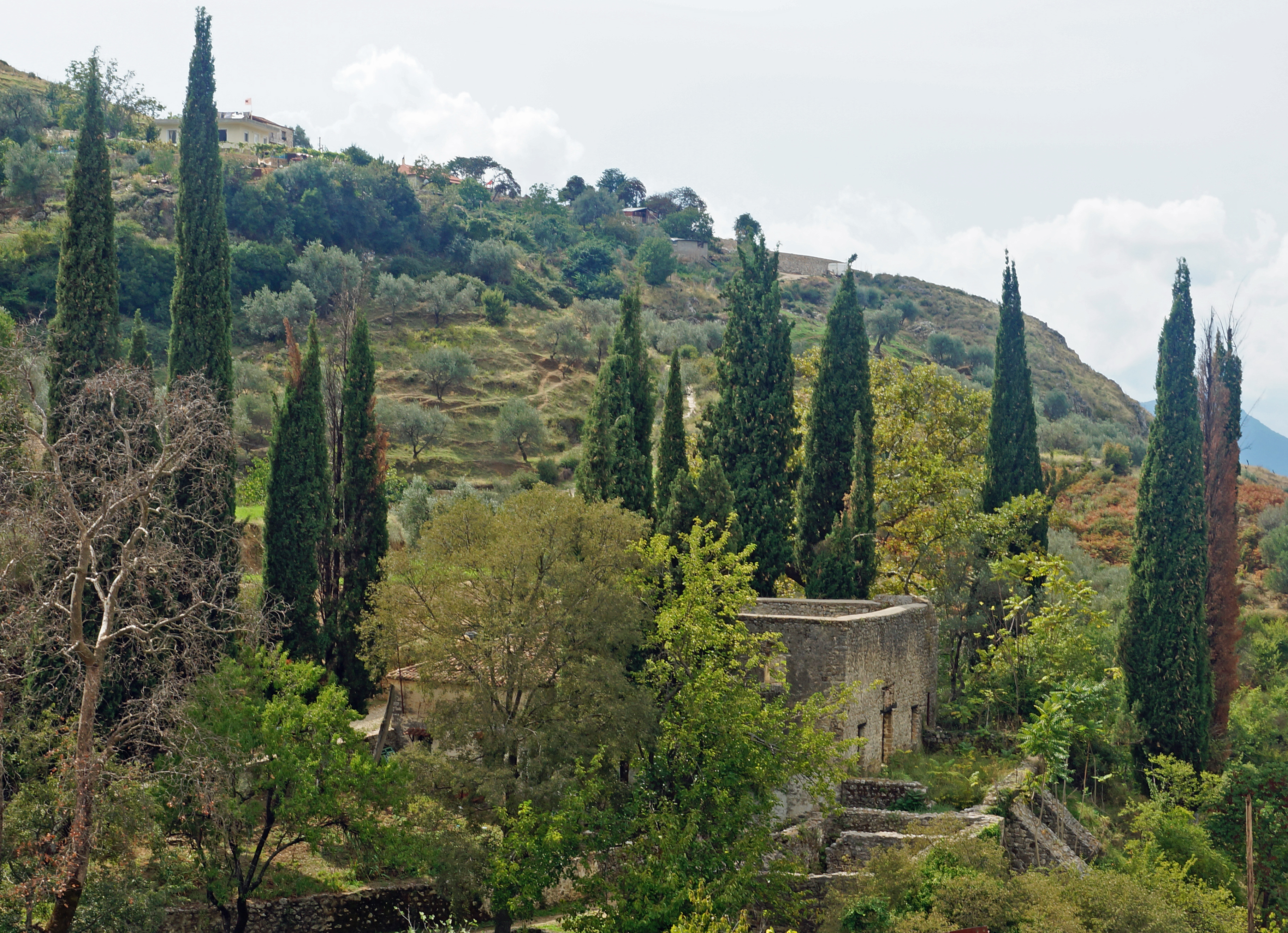
A Xhermëhalla-komplexum romjai

Delvina népességét az évszázadok során vallási sokszínűség jellemezte. Az oszmán hódításig görögkeleti lakosság nagy része ugyan az oszmán kori felvirágzással muszlim lett, de a főként görög ajkú ortodox közösség továbbra is számottevő maradt. Delvina az 1937-ben önállósodott albán ortodox egyház gjirokastrai püspökségének egyik egyházkörzeti központja lett. Az 1967-es ateista kampány idején még negyven ortodox szerzetes élt Delvina környékén, akiket ekkor nyilvánosan megszégyenítve erőszakkal megborotváltak és szerzetesi ruháiktól megfosztottak.
Az iszlámot tekintve nem csupán a szunnita ág, de a szúfi szerzetesrendek is népszerűek voltak ezen a tájon. A halvetik rendjének a 18. századra Delvina lett az egyik legnevezetesebb monasztikus központja, de több bektási tekke is működött a településen. A muszlimok és az ortodoxok mellett a 19. században kisebb zsidó közösség is élt a településen.
Ma a településnek muszlim, görögkeleti, római katolikus és evangelikalista közössége és istenháza egyaránt van.

## Gazdasága
Delvina Albánia egyik legfontosabb mezőgazdasági vidéke, a Delvinai-medence központja, agrárjellegű település. A 20. század közepéig a gyenge lefolyású medencét több helyen mocsarak tarkították, ezeket a század második felében csapolták le, ezzel növelve a kedvező talajminőségű szántóterületeket. Albániában itt a legnagyobb, 30% feletti a szántóművelés alatt álló területek aránya. Főként gabonaféléket, búzát és kukoricát termelnek, számottevő a szarvasmarha-tenyésztés, de a közeli hegylábakon a juh- és kecsketartás is jelentős. Emellett Delvina és Murzina között húzódik Albánia egyik legfontosabb szőlőtermő vidéke.

## Nevezetességei
A település fő nevezetessége a vélhetően egy kisebb késő római kori vagy kora bizánci erődítés alapjain a 11–12. században épült, az oszmán hódításig folyamatosan bővített delvinai vár romja. A várromtól délre a Xhermëhalla néven ismert iszlám monasztikus központ építészeti emlékei láthatóak, köztük a 17. század végi Király-mecset (Xhamia e Mbretit) romja, egy medresze, egy hamám, valamint több kisebb, feltehetően bektási rítusú épület falmaradványai.
A közeli Rusan településen megtekinthető Albánia legrégebbi iszlám vallási épületeinek egyike, a Gjin Aleks-mecset (Xhamia e Gjin Aleksit). A körülötte látható hatszögű épületek egyikét korábban bektási imaházként használták, a többi türbeként, egykori vallási vezetők sírhelyeként funkcionál.

### Nevezetes delvinaiak

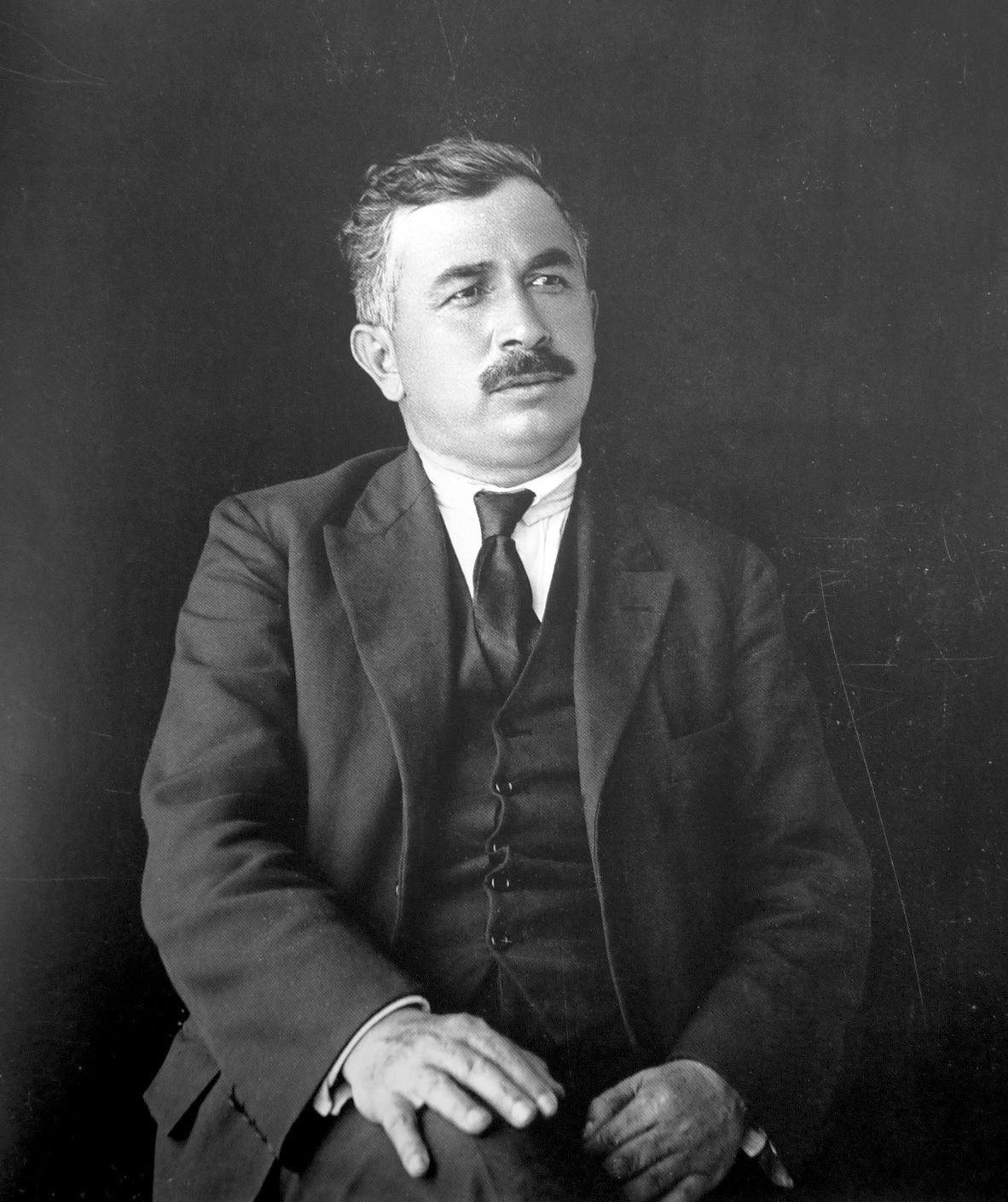
Sylejman Delvina

- Delvinában született Sylejman Delvina (1884–1932) politikus, 1920-ban Albánia miniszterelnöke. Sírja is a helyi hősi temetőben található.[40]
- Hiqmet Delvina (1888–1958) politikus a település szülötte volt.[41]
- Fuat Asllani(wd) (1897–1981) politikus 1926 és 1928 között politikai internáltként Delvinában élte életét.[42]
- Delvinában született Javer Malo(wd) (1919–1997) diplomata, író.[43]
- Ugyancsak itt született Sabri Godo(wd) (1929–2011) író, 1990 és 1997 között az Albán Republikánus Párt elnöke.[44]